# ヴァルター・ロール
ヴァルター・ロール（Walter Röhrl, 1947年3月7日 - ）は、ドイツのラリードライバー、レーサーである。1980年と1982年の世界ラリー選手権 (WRC) ドライバーズチャンピオン。近年のプレス表記上では「ワルター・ロール」と記される。

## 主な経歴
イタリアでモータースポーツ専門家100人の投票で「ベストのラリードライバー」、フランスで「ミレニアム・ラリードライバー」に選出され、ニキ・ラウダに「運転の天才」と絶賛された。
フィアット、ポルシェ、オペル、ランチア、アウディ等多数のチームに在籍し、WRCタイトルを獲得したフィアットを離れ、オペル移籍後の1982年ラリー・モンテカルロ後よりポルシェの当時の開発トップであるヘルムート・ボットよりオファーを受け、断続的にポルシェ・911試作4WDの開発に関わる。
1987年、40歳になったのを機に、惜しまれつつラリーを引退。1992年までアウディでDTMに参戦する傍ら、開発ドライバーとしての仕事をメインに据えた。
モニカ夫人とはラリー競技に出場し始める1968年からさかのぼる数年前に知り合い、10年あまりの交際を経て1978年に結婚するが、子供には恵まれなかった。自伝で「ラリーで忙しかったということもあったが、子どもができたら大きなリスクを犯さなくなるのをおそれた。モニカはわかってくれた。そしてラリーをやめたときには40歳だった。もう遅い、とおもった」と述べている。
ラリー、レースにおける1984年からのアウディでの飛躍以前、良いマシンに恵まれなかった頃のアグレッシブな程の猛チャージと呼べるべきドライビングスタイルはアウディのフェルディナント・ピエヒが「ヤツと戦うくらいならアウディで走らせろ」と指令を出すほどであった。

### ラリー・モンテカルロでの輝かしい戦績
伝統の一戦ラリー・モンテカルロにおいて、2012年時点でセバスチャン・ローブ(6勝)に次ぎ、トミ・マキネンと並ぶ4勝を上げている。
特筆すべきは1982-1984年の3連覇で、82年はオペル・アスコナ400(後輪駆動)、83年はランチア・ラリー037(ミッドシップ)、84年はアウディ・クワトロ A2(AWD)と、チーム移籍直後に、前年と異なる駆動方式のラリーマシンを駆って優勝している。

### ポルシェとの関わりから活動晩期
16歳のときからはじめたレーゲンスブルクの教区担当財務官の秘書兼運転手の仕事で貯金して、20歳になると兄の影響によりはじめてのクルマとしてポルシェ・356スーパーを買い、その数年後、フォードとドライバー契約をすると、911に乗り換え、以後、プライベートでは911ユーザーと言う事もありポルシェとの深い関わりがある。
1993年以降はポルシェの市販車全般のテスト・ドライバーを務めており、近年(2011年4月時点)でもニュルブルクリンク市販車での北コースの主な記録にてしばしば名前が見受けられ、2012年現在でもポルシェのテストドライバーを継続されている。
2000年代中盤以降は、ポルシェAGのプロモーションに携わっており、ヨーロッパ各地で開催されるクラシックカー・イベントなどで、ポルシェミュージアム所蔵レーシングカーを実際にドライブする傍ら、2007年コスタブラハ・ラリーのヒストリックカークラスで優勝。
2011年、ポルシェミュージアムによってレストアされたポルシェ・911SCでオペル時代の僚友であるクリスチャン・ゲイストドルファーと組み、オーストラリアでのタルガ・フローリオ姉妹競技であるラリー「タルガタスマニア」に参戦している。

## ラリー戦歴

### 1973年
オペル・コモドーレGS/EでモンテカルロよりWRCに初参戦。次戦オーストリア・ラリーからオペル・アスコナAにスイッチ。

### 1974年
ヨーロッパラリー選手権 (ERC) ドライバーズタイトルを獲得。

### 1975年
アクロポリス・ラリーでWRC初勝利。サンレモ・ラリーからオペル・カデットGT/Eで参戦。

### 1978年
フィアット・131 アバルトラリーでアクロポリス・ラリーで勝利。

### 1980年
WRCドライバーズタイトルを獲得。この年でフィアット・チームを去る。なおこの年に組んでいたクリスチャン・ゲイストドルファーは、27歳という史上最年少でのコドライバーズチャンピオンとなった。この記録は現在も破られていない。

### 1981年
ポルシェ・911SC(プライベータ・エントリー)でサンレモ・ラリー参戦、最後の最後でドライブシャフトの破損によってリタイアするまで、アウディ・クワトロ(A1)と熾烈なトップ争いを演じた。また、ポルシェ・924カレラGTS(セミワークスであるアルメラスチームでのエントリー)によりERCヘッセン・ラリーで優勝を飾る。

### 1982年
オペル・アスコナ400でWRCモンテカルロ、コートジボワールで優勝。アウディ・クワトロを駆るミシェル・ムートンとほぼ互角のポイント争いを繰り広げた末、オペルにとって初のドライバーズタイトルを獲得。

### 1983年
ランチア・ラリー037で参戦、モンテカルロ、アクロポリス、ニュージーランドで勝利。ランチアがサンレモでメイクスタイトルを獲得すると、チーム方針で後半戦のアイボリーコーストをキャンセル。
この事への不服と1983年-1984年のオフシーズンにランチアの後輪駆動車による戦闘力ではもはや勝負にならないと見切りをつけ翌年にはライバルのアウディに移籍する。

### 1984年

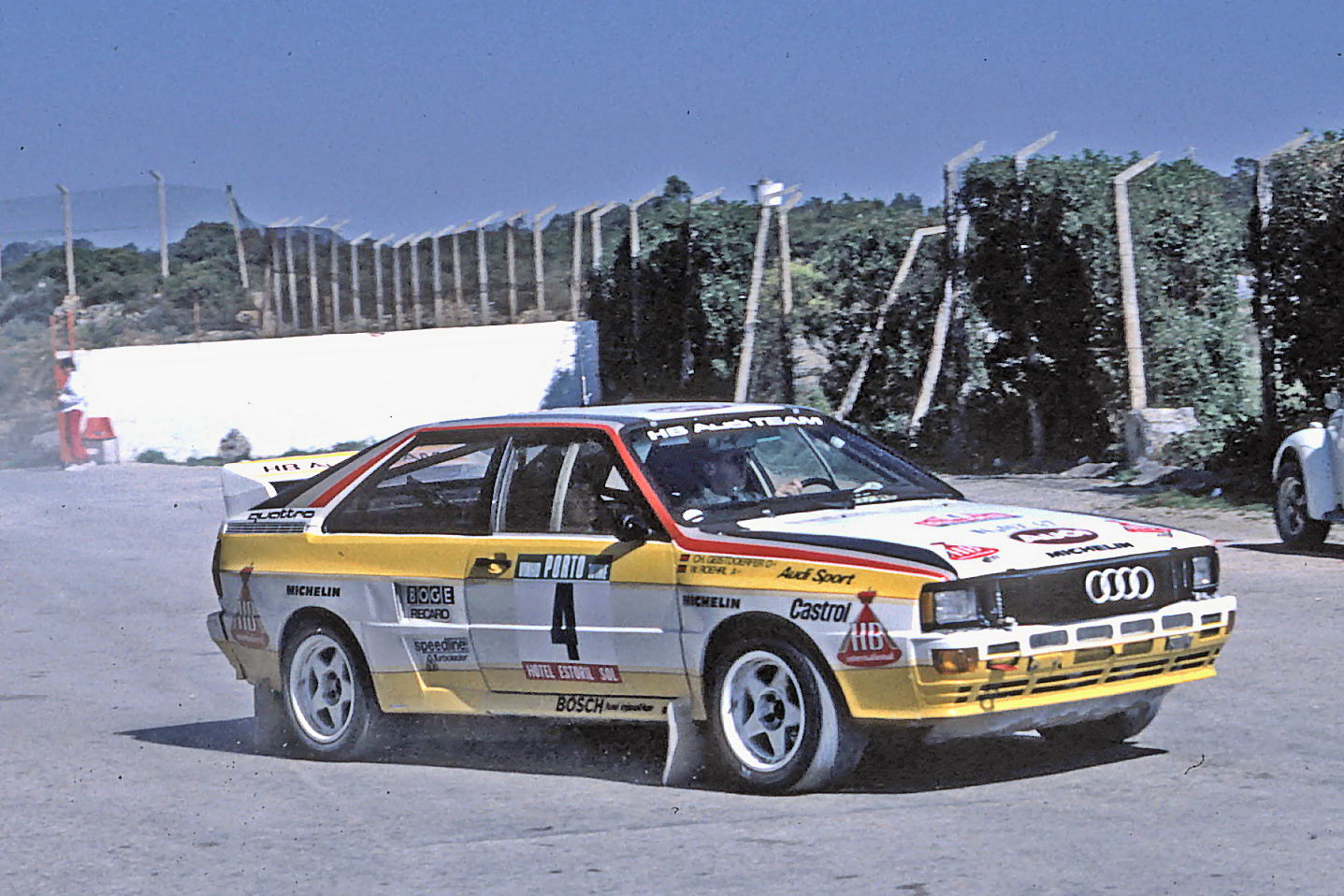
1984ラリー・ド・ポルトガル

アウディ・クワトロA2で参戦、モンテカルロで勝利。スポーツクワトロがあったにも拘らずコース別に前の世代であるクワトロA2のチョイスがあったのは彼とて例外ではなく、ショート化されたスポーツクワトロはハンドリング特性上不利となるとして実戦上では熟成の為コースによって使い分けていた。

### 1985年
サンレモよりグループB車が締め出しを食らう1986年までアウディ・スポーツクワトロS1 E2で参戦、サンレモで勝利。

### 1987年
グループAによるアウディ・200クワトロでモンテカルロ、サファリ、アクロポリス参戦。

## ヒルクライム

### 1985年
パイクスピーク・インターナショナル・ヒルクライムオープンラリー・クラスにミシェル・ムートンとアウディ・スポーツクワトロS1で参戦。

### 1987年
パイクスピーク・インターナショナル・ヒルクライムにアウディ・クワトロS1で参戦。
大会新記録を樹立し優勝。

## 耐久レース

### 1980年
ブランズハッチ6時間耐久レースにランチアベータモンテカルロで参戦。総合優勝。

### 1981年
ル・マン24時間レースにポルシェ・944LM(ワークスエントリー)にて参戦。リザルトは総合7位 GTP+3.0カテゴリ1位

### 1992年
ニュルブルクリンク24時間レースで夜間土砂降りにも拘らずほとんど減速しなかった。

### 1993年
ル・マン24時間レースにポルシェ・911S LM GT(ワークスエントリー)で参戦。 アクシデントによりリタイア

### 2010年
ニュルブルクリンク24時間レースにポルシェ・911GT3RSで参戦の予定だったがVLN（ニュルブルクリンク耐久シリーズ）の開幕戦出場による脊髄損傷により急遽取りやめている。

### ル・マン24時間レース
| 年     | チーム                   | コ・ドライバー                                  | 使用車両                    | クラス   | 周回 | 総合順位 | クラス順位 |
| ------ | ------------------------ | ----------------------------------------------- | --------------------------- | -------- | ---- | -------- | ---------- |
| 1981年 | ポルシェ システム        | ユルゲン・バース                                | ポルシェ・944 LM            | GTP +3.0 | 323  | 7位      | 1位        |
| 1993年 | ル・マン・ポルシェチーム | ハーレイ・ヘイウッド ハンス＝ヨアヒム・スタック | ポルシェ・911 ターボS LM-GT | GT       | 79   | DNF      | DNF        |

## 参考書籍
- en:Walter Röhrl
- 新潮社 ENGINE-online.jp 「世界最高、最速のテスト・ドライバーに訊く。」　2011年4月5日閲覧。
- Walter Röhrl RallyBase profile (英語) 2011年3月31日閲覧。
- Juwra.com rijders statistieken (英語) 2011年3月31日閲覧。